# Trond-Arne Bredesen
Trond-Arne Bredesen, född 4 februari 1967 i Gran, Oppland, är en norsk nordisk kombinationsåkare som tävlade internationellt åren 1986–1991, och på klubbsidan representerade Gran IL i Hadeland. Han tog fyra medaljer vid världsmästerskap med ett guld (3 x 10 kilometer lag: 1989), två silver (15 kilometer individuellt och 3 x 10 kilometer lag: båda 1987), och ett brons (15 kilometer individuellt: 1989). Bredesen slutade ursprungligen trea på 15 kilometer individuellt vid världsmästerskapen 1987, men flyttades i efterhand upp en placering sedan amerikanen Kerry Lynch diskvalificerats för  dopning.
Han tävlade också vid  olympiska vinterspelen 1988 i Calgary, och slutade på elfte plats på 15 kilometer individuellt. Bredesen tog sina enda individuella segrar i internationella tävlingar under säsongen 1988/1989, då han med fyra vunna tävlingar tog hem den totala världscupen.